# Cañizal
Cañizal es un municipio y localidad española de la provincia de Zamora, en la comunidad autónoma de Castilla y León.
Se encuentra situado en la comarca de La Guareña, en el límite de la Zamora con la vecina provincia de Salamanca. Su casco urbano se encuentra emplazado a lo largo de una colina. De su caserío destaca su monumental iglesia, desde cuya torre se puede observar una amplia panorámica de la comarca. A las afueras de su casco urbano, junto a la carretera comarcal que une esta localidad con Vallesa de la Guareña, se encuentra la ermita en honor a la Virgen de la Cruz y ante ella un crucero.

## Toponimia
La interpretación etimológica remite al latín cannicius-canna-cana, con un significado técnico ya que se refiere al armazón de tela de los carros tradicionales.

## Geografía
Integrado en la comarca de La Guareña, al suroeste de la provincia de Zamora, en el límite de ésta con la Salamanca, se sitúa a 55 kilómetros de la capital provincial. El término municipal está atravesado por la Autovía de Castilla A-62 entre los pK 200 y 205, además de por la carretera de Burgos a Portugal por Salamanca N-620, alternativa convencional a la anterior, por la carretera autonómica CL-605 que permite la comunicación con Fuentesaúco y con Cantalapiedra, y por la carretera provincial ZA-604, que se dirige a Fuentelapeña. 
El relieve del municipio es predominantemente llano, pero a cierta altitud y con elevaciones aisladas, propio de la Meseta Norte, contando con algunos arroyos tributarios del río Guareña, entre los que destacan el arroyo de San Moral y el arroyo de la Ermita, que confluyen en la parte noreste del núcleo urbano. La altitud oscila entre los 848 metros (cerro Las Poyatas) al noreste y los 760 metros a orillas del arroyo de San Moral. El pueblo se alza a 814 metros sobre el nivel del mar. 
| Noroeste: Villaescusa                     | Norte: Fuentelapeña                                           | Noreste: Castrillo de la Guareña y Torrecilla de la Orden (Valladolid) |
| Oeste: Parada de Rubiales (Salamanca)     |                                                               | Este: Vallesa de la Guareña                                            |
| Suroeste: Espino de la Orbada (Salamanca) | Sur: Espino de la Orbada (Salamanca) y Cantalpino (Salamanca) | Sureste: Vallesa de la Guareña                                         |

### Clima
El clima en Cañizal, al igual que en el resto de La Guareña, se encuentra definido en el tipo de clima mediterráneo frío, muy continentalizado y seco.

## Historia

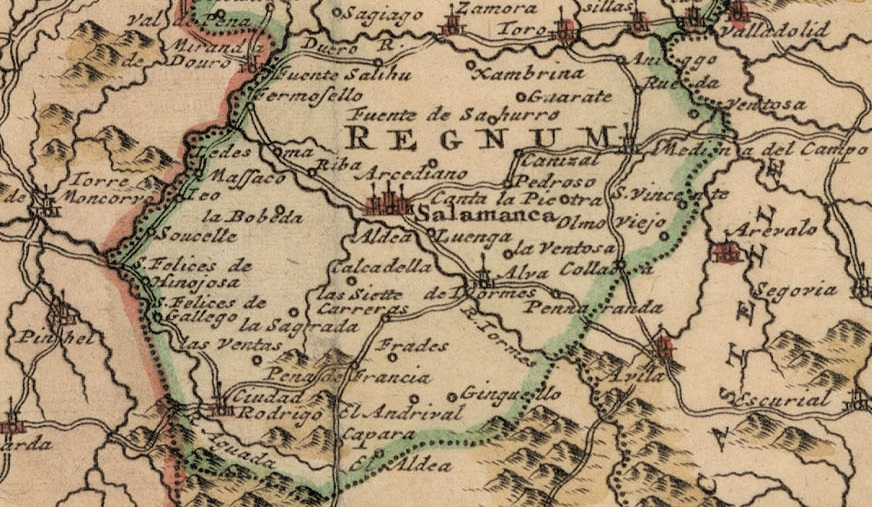
Detalle del mapa Nouvelle Carte d'Asturie, Galice et Leon, de principios del, en que se puede observar Cañizal

### Edad Media
Investigaciones arqueológicas recientes sitúan los orígenes de Cañizal en un asentamiento altomedieval situado en el pago de «La Huesa», en la margen derecha del arroyo de San Moral, espacio consistente en una ladera que va ascendiendo hasta culminar en «El Coto» (832 m s. n. m.). Las cerámicas tardorromanas y altomedievales halladas en el lugar sitúan el origen del asentamiento entre el siglo V y el siglo VII prolongándose hasta el año 1000, por lo que sobrevivió la crisis derivada de la conquista musulmana en el 711.
El actual asentamiento de Cañizal está situado más al sur. Tuvo su origen en el señorío que aglutinó la Orden de San Juan de Jerusalén en el sudeste de la actual provincia de Zamora gracias a las donaciones que realizó el 3 de julio de 1116 Urraca I de León, hija y heredera del rey Alfonso VI de León, y a las que hizo su hijo Alfonso VII de León a lo largo del siglo XII.
La orden de San Juan, organizó desde entonces el espacio territorial que se le concedía, mediante el sistema de encomiendas -rentas o propiedades que se ceden o encomiendan- poniendo al frente de las mismas a un freire de la orden que con el nombre de comendador se haría cargo de su gobierno.
Cañizal formó un único núcleo junto con la villa de Villaescusa a partir del siglo XV -antes fueron dos aldeas incorporadas a La Bóveda de Toro-, de ahí que todos los documentos, a partir de entonces, se refieran a la «encomienda de Villaescusa y Cañizal».
Cañizal que como su toponimia indica era un lugar abundante en cañizos tuvo como punta de lanza de su riqueza económica los abundantes pastos de su dehesa lo que llevó a más de un pleito por su posesión y disfrute a lo largo de su historia.

### Edad Moderna

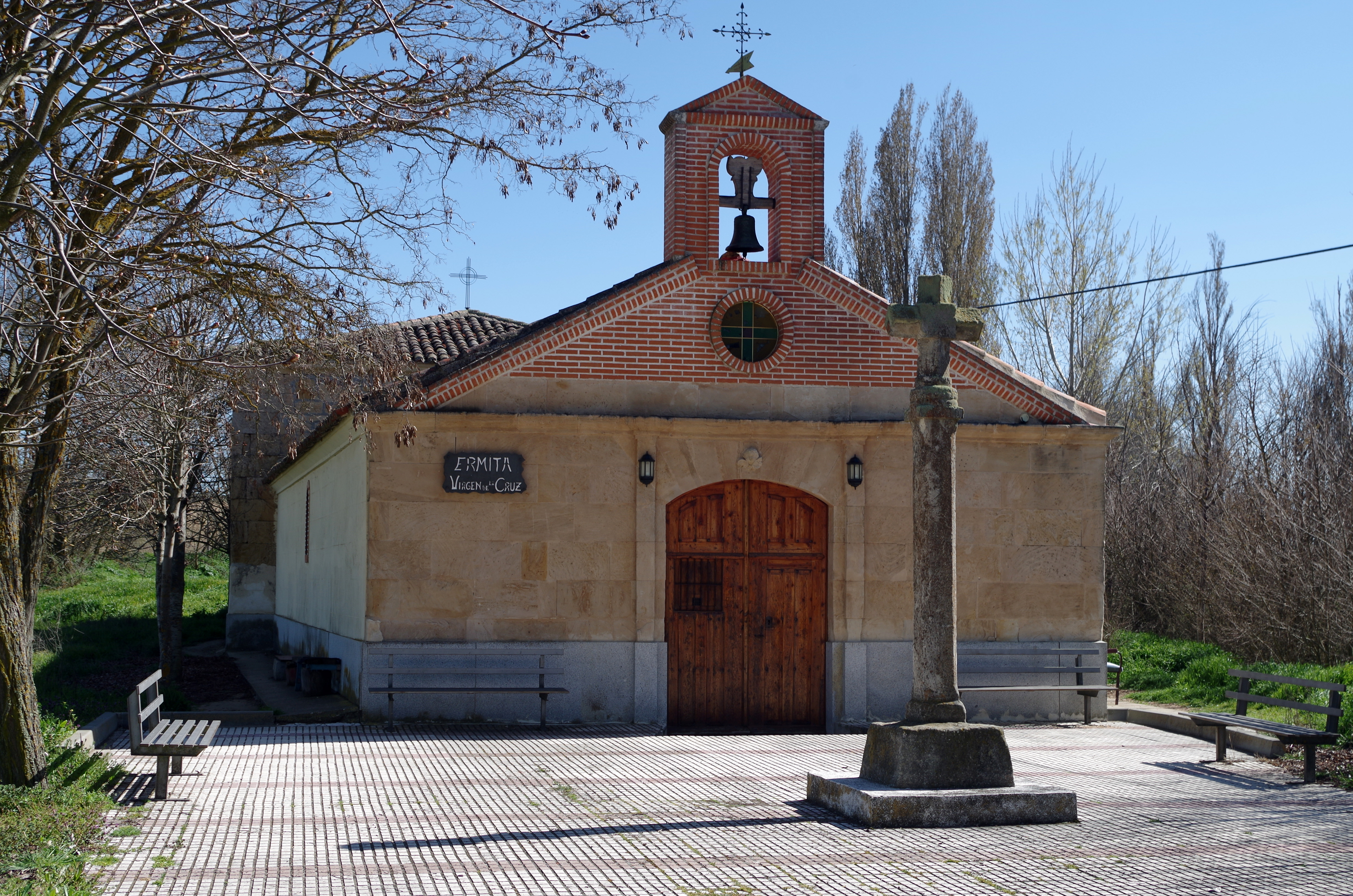
Ermita de la virgen de La Cruz

Respecto al trascendental acontecimiento del siglo XVI conocido como Guerra de las Comunidades, Cañizal se mantuvo al lado del rey Carlos I como muestran diversos documentos históricos.
Cañizal fue en sus inicios una villa modesta, de renta corta. Pera esta situación se vio mejorada con el tiempo, principalmente como consecuencia de tres factores. El primero fue su excelente ubicación en las rutas comerciales existentes, ya que por allí pasaba la ruta Zamora-Ávila y en sus cercanías había otras importantes. Pero también porque su concejo conservó algunas parcelas tras las enajenaciones de tierras comunales en la decimosexta centuria y por beneficiarse de una baja carga impositiva. Todas estas circunstancias dotaron a la villa de unas peculiaridades que contribuyeron sin duda a su engrandecimiento y que tuvieron como reflejo un crecimiento demográfico constante durante el siglo XVI y además fuera el único municipio del valle del Guareña que no sufrió la crisis poblacional del siglo XVII. Antonio Gómez de la Torre en su «Coreografía de la provincia de Toro» de inicios del ochocientos nos habla de una “villa rica y populosa en tiempos pasados... que sobresalía o era casi única muchas leguas alrededor en la cosecha de vinos”.

### Edad Contemporánea
Durante la Guerra de la Independencia Cañizal tiene un importante papel en los días previos de julio de 1812 a la batalla de los Arapiles. El ejército aliado de duque de Wellington y el ejército francés de Auguste Marmont se enfrentaron en su término en lo que los portugueses -aliados de Wellington- llaman «Los Combates de Cañizal». Y en sus cercanías se inicia «La Marcha Paralela» de ambos ejércitos hacia Salamanca.
Cañizal pasó a formar parte de la provincia de Zamora tras la reforma de la división territorial de España en 1833. De esta forma continuó encuadrado dentro de la región leonesa, si bien esta última carecía de cualquier tipo de competencia u órgano común a las provincias que agrupaba, teniendo un mero carácter clasificatorio, sin pretensiones de operatividad administrativa.
Tras la constitución de 1978, Cañizal pasó a formar parte en 1983 de la comunidad autónoma de Castilla y León, en tanto municipio adscrito a la provincia de Zamora.

## Demografía
Cuenta con una población de 421 habitantes (INE 2024).
| Gráfica de evolución demográfica de Cañizal entre 1842 y 2021                                                         |
| |
| Población de derecho según los censos de población del INE. Población de hecho según los censos de población del INE. |

## Economía
Sus habitantes mantienen una economía agrícola y ganadera, con cultivos de cereales, cebada, trigo, viñedo y productos hortofrutícolas. Hay también explotaciones de porcino y vacuno, y afición equina, aunque no de ovino restringiéndose la actividad pastoril al alquiler de pastos durante los meses de verano. Disponen de servicios de gasolinera, farmacia, panadería, además de tiendas y negocios dedicados a la carpintería metálica, transportes frigoríficos y construcción y reformas de inmuebles. 

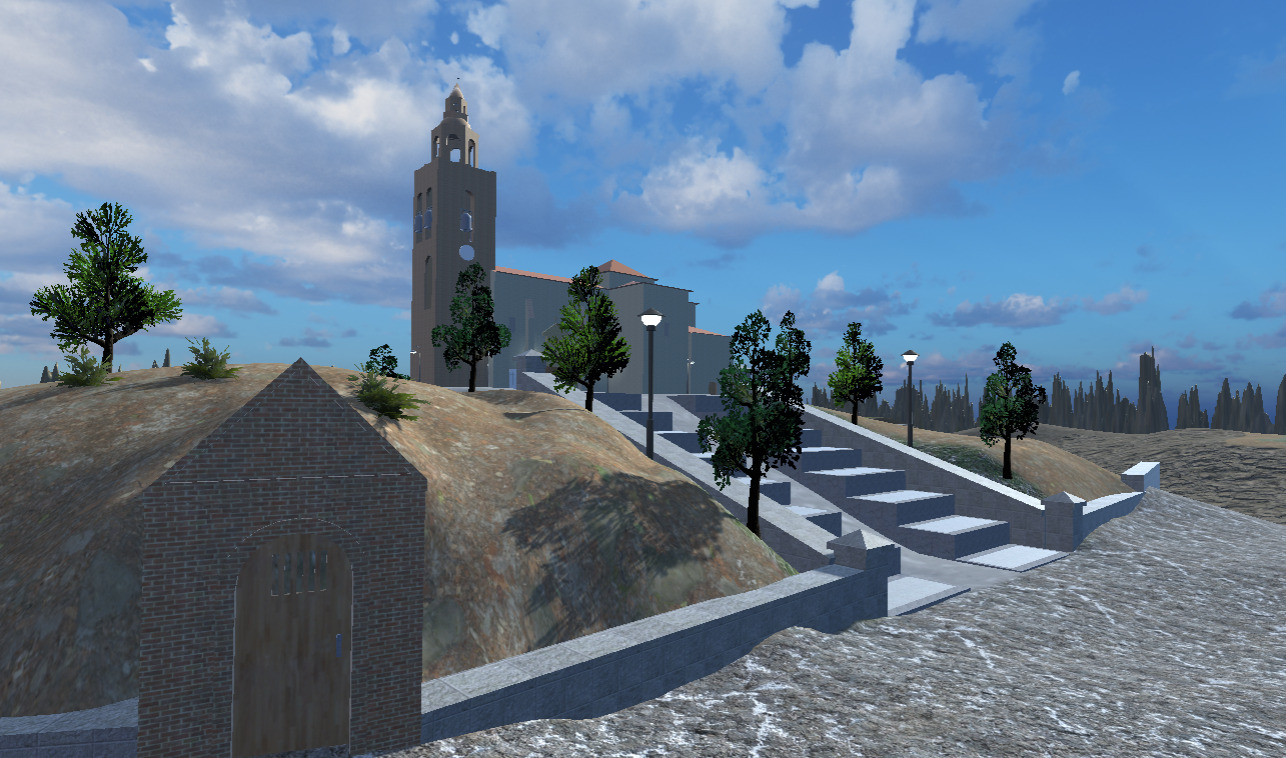
Iglesia de Cañizal recreada en 3D en el videojuego

En 2023 se incluyó un nuevo sector, el desarrollo de videojuegos, siendo el primer pueblo del medio rural zamorano en contar con su propio videojuego, Iconos.

## Símbolos
El escudo municipal fue aprobado por el pleno del ayuntamiento de Cañizal en su sesión del 24 de febrero de 2000. 

Escudo medio partido y cortado. 1º de oro, piedra circular de radios curvos, de gules. 2º de gules, Cruz de San Juan de plata. 3º de plata, racimo de uvas de sinople. Al timbre Corona Real cerrada
Boletín Oficial de Castilla y León nº 68 de 06 de abril de 2000

## Cultura

### Patrimonio
Casa blasonada
La casa noble situada en la calle de la Plata n.º 51 y declarada Bien de Interés Cultural por la Junta de Castilla y León en 1991. Su fábrica ha sido fechada en la segunda mitad del siglo XVIII.
Es una vivienda realizada en sillería con simetría compositiva en su fachada. Destacan las grandes ventanas rectangulares de su parte inferior y los balcones con antepechos de hierro con bolas sobre base de moldurada pétrea en la superior. Las calles se individualizan mediante pilastras toscanas y en la calle central se abre la puerta de ingreso con arco adintelado, bocelón quebrado y dos pilastras cajeadas. El balcón superior, más grande que los laterales, se remata con una cornisa que, para acoger el escudo, dibuja un arco de medio punto. 
Se trata de una vivienda levantada por la pequeña nobleza rural que se halla en estado de derrumbe.
Iglesia de Nuestra Señora de la Visitación
Obra del siglo XVII que se asienta sobre una iglesia románica hoy totalmente desaparecida y que hasta el siglo XIX fue utilizado como cementerio. Del edificio destacan sus amplias bóvedas, sus firmes paredes y sus hermosos retablos.

### Fiestas populares
Fiestas de nuestra señora
Se celebra el 8 de septiembre con diversos actos religiosos y distintos festejos taurinos. Tras el pregón, las peñas y acompañantes se dirigen a la ermita para pedir la protección de la patrona durante las fiestas.
Santa Cruz
Se celebra el 3 y 4 de mayo. Es una fiesta dedicada a la patrona de la villa -la Virgen de la Cruz- que es llevada en procesión alrededor de la iglesia -el día 3- y conducida desde la iglesia hasta la ermita -el día 4-. En el recorrido es bailada en numerosas ocasiones por los jariegos, que muestran así su agradecimiento por la protección que les presta.
San José
Se celebra el 19 de marzo. La víspera se baja al Santo de su hornacina y se ofrece un refresco a los participantes. El 19 repican las campanas de 6 a 8 de la mañana y tras la eucaristía y la procesión por las calles se invita a los vecinos a tomar un refresco en los locales del ayuntamiento. Por la noche los cofrades celebran una cena de hermandad.
Las Águedas
Se celebra el 5 de febrero. Es una fiesta realizada por y para las mujeres aunque invitan a un aperitivo a todos aquellos que se acercan a acompañarlas. Tras la tradicional misa y la procesión de la Santa, celebran una comida de hermandad. Por la noche invitan a un baile a todos los vecinos.